# Митрович, Андрей
А́ндрей Ми́трович (серб. Андреј Митровић; 17 апреля 1937, Крагуевац — 25 августа 2013, Белград) — сербский историк и академик.

## Биография
Основную школу и гимназию окончил в родном городе. Митрович дипломировал и защитил магистерскую и докторскую диссертацию в Философском факультете Белградского университета, где преподавал всё до выхода на пенсию. Он был специалистом по истории Европы в межвоенный период, новейшей истории Сербии (Югославии) до 1921 года и методологии истории.
Митрович был членом-корреспондентом Сербской академии наук и искусств (1988) и Черногорской академии наук и искусств (2006). Получил несколько престижных наград за свой вклад.
Митрович был женат на Любинке Трговчевич, своей коллеге. Умер в воскресенье вечером от долгой и тяжёлой болезни. Его похороны состоялись через два дня.